# Fixing a Hole
Fixing a Hole è una canzone dei Beatles scritta principalmente da Paul McCartney (anche se accreditata al duo Lennon-McCartney) e contenuta nell'album Sgt. Pepper's Lonely Hearts Club Band del 1967.

## Descrizione

### Registrazione
La prima delle due sessioni di registrazione per la canzone si tenne al Regent Sound Studio di Londra il 9 febbraio 1967 dove vennero effettuate tre incisioni del brano. Il Regent fu usato perché gli Abbey Road Studios non erano disponibili quella sera. Questa fu la prima divolta che i Beatles usarono un altro studio oltre Abbey Road per registrare un brano su un disco della EMI. George Martin ha ricordato in proposito: «Non riuscimmo a ottenere uno studio di Abbey Road quella sera. Ma il Regent Sound era uno studio stretto e scomodo, affollatissimo e spazioso come una scatola di sardine.»

Secondo Paul McCartney, la sera della session uno strano tizio si presentò al cancello di casa McCartney affermando di essere Gesù Cristo. Dopo una tazza di tè, e dopo essersi fatto promettere che sarebbe stato tranquillo e seduto buono buono in un angolo, Paul portò l'uomo con sé allo studio di registrazione. Al termine della seduta di registrazione, l'uomo se ne andò senza farsi rivedere mai più.

### Ispirazione
Una teoria diffusa è che la canzone fosse un'ode alle iniezioni di eroina, in riferimento alle parole del testo "hole" ("buco") e "fix" ("bucarsi" in slang), ma McCartney smentì sempre categoricamente questa interpretazione. Disse invece, che il brano parlava semplicemente di lui stesso che riparava il tetto della sua fattoria in Scozia, Where the rain gets in (Da dove entra la pioggia). Molti, comunque, sono ancora convinti, data la natura psichedelica e surreale del testo, che la canzone sia un riferimento ai segni o buchi lasciati nel braccio di un tossicodipendente dall'ago della siringa dopo l'iniezione. Ma Paul stesso darà del significato del brano altre due spiegazioni diverse – almeno in apparenza. Intervistato a proposito da Alan Aldridge, dichiarò ambiguamente: «Volevo dire che se c'è una crepa nel soffitto, o la stanza è troppo cupa, allora bisogna trovare un rimedio». In seguito definì il brano «un'ode all'erba», che egli consumava in quel periodo per sfuggire alla routine e per andare alla libera esplorazione di spazi aperti.
- In una intervista al mensile Q risalente all'uscita del suo album del 1997 Flaming Pie, McCartney disse che il testo della canzone iniziò dalla semplice idea di qualcuno che faceva un buco nel terreno; inoltre affermò che viveva da solo e fumava molta marijuana quando scrisse il brano.
- In una intervista del 1967, McCartney disse che la strofa «Silly people run around / They worry me» (Persone sciocche corrono qui e là / Mi danno fastidio) era circa i fan troppo invadenti, che sostavano fuori dalla sua porta giorno e notte, vissuti dal Beatle come un'ossessione.[7]

Secondo i suoi diari, il roadie dei Beatles Mal Evans avrebbe contribuito alla composizione del brano.

## Formazione
The Beatles
- Paul McCartney - voce raddoppiata, basso, harpischord
- John Lennon - cori, basso
- George Harrison - cori, chitarra solista raddoppiata
- Ringo Starr - batteria

Crediti
- George Martin - clavicembalo, produzione

## Cover
- Nel film del 1978 tratto da Sgt. Pepper's Lonely Hearts Club Band, George Burns  esegue una versione soft della canzone.
- I The Fray eseguirono il brano il 2 giugno 2007 per il  40º anniversario dell'album Sgt. Pepper's Lonely Hearts Club Band.[8]
- Les Fradkin ne registrò una versione strumentale sul suo disco del 2007 Pepper Front to Back.
- Gli Easy Star All-Stars ne hanno fatto una reinterpretazione reggae sull'album Easy Star's Lonely Hearts Dub Band.
- I Big Daddy registrarono una versione anni cinquanta della canzone sull'album Big Daddy - Sgt. Pepper's.